# Pterophylla fraxinea
Pterophylla fraxinea es una especie de árbol de la familia Cunoniaceae.

## Taxonomía
Pterophylla fraxinea fue descrita por David Don y publicada en Edinburgh New Philosophical Journal 9: 93, en 1830.
Etimología
Ver: Pterophylla
fraxinea: epíteto derivado del nombre del género Fraxinus, refiriéndose a la similitud a los fresnos por su aspecto o entorno de crecimiento, especialmente en las hojas.